# 1971-es magyar tekebajnokság
Az 1971-es magyar tekebajnokság a harmincharmadik magyar bajnokság volt. A bajnokságot november 27. és 28. között rendezték meg Budapesten, a BKV Előre pályáján.

## Eredmények
| Versenyszám  | Arany                     | Arany | Ezüst                            | Ezüst | Bronz                         | Bronz |
| ------------ | ------------------------- | ----- | -------------------------------- | ----- | ----------------------------- | ----- |
| Férfi egyéni | Tősi Pál Egri Spartacus   | 1886  | Makkai Miklós Pápai Vasas        | 1873  | Tömösvári László Vasas Ikarus | 1853  |
| Női egyéni   | Tompa Györgyné Szegedi AK | 890   | Fekete Antalné Kőbányai Porcelán | 888   | Tóth Gyuláné Ferencvárosi TC  | 855   |